# Titularbistum Caloe
Caloe ist ein Titularbistum der römisch-katholischen Kirche.
Es geht zurück auf einen untergegangenen Bischofssitz in der antiken und byzantinischen Stadt Kaloe, die im Westen Kleinasiens im oberen Kaystros-Tal in der heutigen Türkei lag. Der Bischofssitz war der Kirchenprovinz Ephesus zugeordnet. 
| Titularbischöfe von Caloe |                                            |                                                  |                 |                |
| Nr.                       | Name                                       | Amt                                              | von             | bis            |
| 1                         | Marie-Julien Dunand MEP                    | Apostolischer Vikar von Nordwest-Sichuan (China) | 21. August 1893 | 4. August 1915 |
| 2                         | Ángel Diego y Carbajal OSA                 | Apostolischer Vikar von Nord-Hunan (China)       | 22. März 1917   | 28. Juni 1940  |
| 3                         | Matteo Aloisio Niedhammer y Yaeckle OFMCap | Apostolischer Vikar von Bluefields (Nicaragua)   | 11. Mai 1943    | 26. Juni 1970  |